# 圣贝龙
圣贝龙（法語：Saint-Béron，法語發音：[sɛ̃ beʁɔ̃]）是法国萨瓦省的一个市镇，属于尚贝里区。

## 地理
圣贝龙（45°30'5"N, 5°43'45"E）面积8.66 平方千米，位于法国奥弗涅-罗讷-阿尔卑斯大区萨瓦省，该省份为法国东部省份，历史上为薩伏依的一部分，北起上萨瓦省，西接伊泽尔省和安省，南部和东部与上阿尔卑斯省和意大利接壤。
与圣贝龙接壤的市镇（或旧市镇、城区）包括：圣阿尔班-德沃尔塞尔、瓦桑、阿蒂尼亚-翁桑、拉布里杜瓦尔、多梅桑。

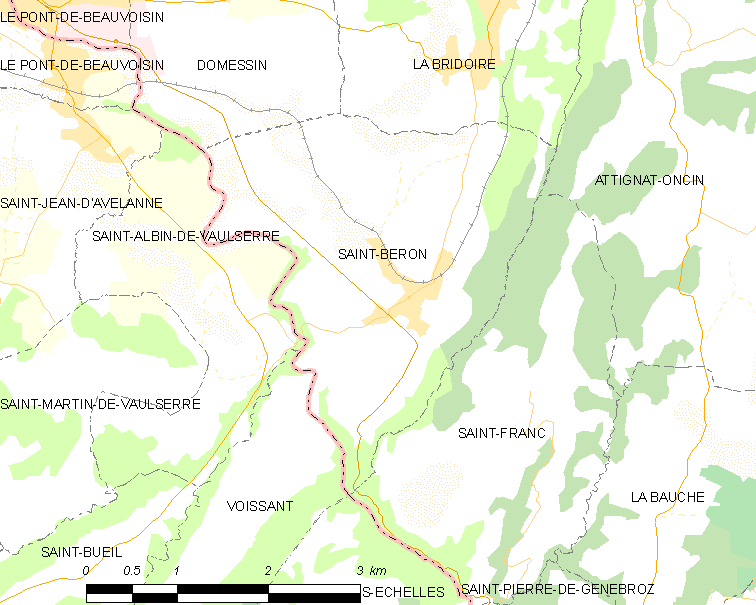
圣贝龙的OSM定位图

圣贝龙的时区为UTC+01:00、UTC+02:00（夏令时）。

## 行政
圣贝龙的邮政编码为73520，INSEE市镇编码为73226。

## 政治
圣贝龙所属的省级选区为勒蓬德博瓦桑县。

## 人口

1962-2008年间圣贝龙人口变化图示

圣贝龙于2022年1月1日时的人口数量为1720人。